# Campeonato Mundial de Biatlón de 2001
El XXXVII Campeonato Mundial de Biatlón se celebró en la localidad alpina de Pokljuka (Eslovenia) entre el 3 y el 11 de febrero de 2001 bajo la organización de la Unión Internacional de Biatlón (IBU).

## Resultados

### Masculino
| Evento                        | Oro                                                                            | Plata                                                                                       | Bronce                                                                                         |
| ----------------------------- | ------------------------------------------------------------------------------ | ------------------------------------------------------------------------------------------- | ---------------------------------------------------------------------------------------------- |
| 10 km velocidad (03.02)       | Pavel Rostovtsev · Rusia · 24:40,3                                             | René Cattarinussi · Italia · 25:26,9                                                        | Halvard Hanevold · Noruega · 25:28,2                                                           |
| 20 km individual (07.02)      | Paavo Puurunen · Finlandia · 55:05,6                                           | Vadim Sashurin · Bielorrusia · 55:33,8                                                      | Ilmārs Bricis Letonia 55:35,1                                                                  |
| 12,5 km persecución (04.02)   | Pavel Rostovtsev · Rusia · 34:21,3                                             | Raphaël Poirée Francia 34:27,2                                                              | Sven Fischer · Alemania · 35:06,9                                                              |
| 15 km salida en grupo (09.02) | Raphaël Poirée Francia 39:28,2                                                 | Ole Einar Bjørndalen · Noruega · 39:32,0                                                    | Sven Fischer · Alemania · 39:46,6                                                              |
| Relevos 4 × 7,5 km (11.02)    | Francia Gilles Marguet Vincent Defrasne Julien Robert Raphaël Poirée 1:12:56,7 | Bielorrusia · Alexei Aidarov · Alexandr Syman · Oleg Ryzhenkov · Vadim Sashurin · 1:13:28,6 | Noruega · Egil Gjelland · Frode Andresen · Halvard Hanevold · Ole Einar Bjørndalen · 1:13:29,7 |

### Femenino
| Evento                          | Oro                                                                                    | Plata                                                                          | Bronce                                                                                    |
| ------------------------------- | -------------------------------------------------------------------------------------- | ------------------------------------------------------------------------------ | ----------------------------------------------------------------------------------------- |
| 7,5 km velocidad (03.02)        | Kati Wilhelm · Alemania · 21:56,2                                                      | Uschi Disl · Alemania · 22:23,1                                                | Liv Grete Poirée · Noruega · 22:37,6                                                      |
| 15 km individual (06.02)        | Magdalena Forsberg · Suecia · 45:13,0                                                  | Liv Grete Poirée · Noruega · 45:50,3                                           | Olena Zubrylova · Ucrania · 46:22,2                                                       |
| 10 km persecución (04.02)       | Liv Grete Poirée · Noruega · 32:13,5                                                   | Corinne Niogret Francia 32:38,5                                                | Magdalena Forsberg · Suecia · 32:48,5                                                     |
| 12,5 km salida en grupo (09.02) | Magdalena Forsberg · Suecia · 38:38,6                                                  | Martina Glagow · Alemania · 39:43,0                                            | Liv Grete Poirée · Noruega · 39:44,4                                                      |
| Relevos 4 × 6 km (10.02)        | Rusia · Olga Pyliova · Anna Bogali · Galina Kukleva · Svetlana Ishmuratova · 1:29:02,8 | Alemania · Uschi Disl · Katrin Apel · Andrea Henkel · Kati Wilhelm · 1:29:28,3 | Ucrania · Olena Zubrylova · Olena Petrova · Nina Lemesh · Tetiana Vodopianova · 1:29:55,2 |

## Medallero
| Núm. | País        | Oro | Plata | Bronce | Total |
| ---- | ----------- | --- | ----- | ------ | ----- |
| 1    | Rusia       | 3   | 0     | 0      | 3     |
| 2    | Francia     | 2   | 2     | 0      | 4     |
| 3    | Suecia      | 2   | 0     | 1      | 3     |
| 4    | Alemania    | 1   | 3     | 2      | 6     |
| 5    | Noruega     | 1   | 2     | 4      | 7     |
| 6    | Finlandia   | 1   | 0     | 0      | 1     |
| 7    | Bielorrusia | 0   | 2     | 0      | 2     |
| 8    | Italia      | 0   | 1     | 0      | 1     |
| 9    | Ucrania     | 0   | 0     | 2      | 2     |
| 10   | Letonia     | 0   | 0     | 1      | 1     |
|      | TOTAL       | 10  | 10    | 10     | 30    |